# Antonino Grimaldi
Antonino Grimaldi, baron van Serravalle (Catania, 9 maart 1871 – aldaar, 16 april 1956), was een edelman en officier in het Koninklijk Leger van het koninkrijk Italië. Hij was burgemeester van Catania (1929-1931), podestà genoemd, tijdens het fascistisch  bewind van Mussolini.

## Levensloop
Grimaldi stamde af van een adellijke familie die haar oorsprong vond in de republiek Genua. Zelf was hij de zoon van Mario Grimaldi, baron van Serravalle, en Margherita Fiorini. Grimaldi erfde de titel van baron van Serravalle na de dood van zijn vader.
Hij maakte carrière in het leger, meer bepaald in de cavalerie. Zijn hoogste graad was kolonel. Hij werd benoemd tot aide-de-camp van Emanuel Filibert, hertog van Aosta en maarschalk van Italië. 
Later ging Grimaldi in de gemeentepolitiek. Hij was burgemeester van Catania van 10 mei 1929 tot 18 oktober 1931. Ambtshalve als burgemeester ontving hij op 5 mei 1930 koning Victor Emanuel III. De koning opende plechtig het Museo Civico Vincenzo Bellini. Dit was het stedelijk museum ingericht in het geboortehuis van de componist Vincenzo Bellini. De oprichting was het einde van een proces dat startte in 1923 met een koninklijk decreet dat het geboortehuis kwalificeerde als Monumento Nazionale.
In 1956 overleed hij.